# Liang Jinrong
Liang Jinrong, chiń. 梁金荣 (ur. 21 maja 1960) – chiński szachista, arcymistrz od 1997 roku.

## Kariera szachowa
Od końca lat 70. do końca 90. XX wieku należał do ścisłej czołówki chińskich szachistów. Pomiędzy 1978 a 1992 siedmiokrotnie uczestniczył w szachowych olimpiadach. Był również ośmiokrotnym (w latach 1979–1999) reprezentantem Chin na drużynowych mistrzostwach Azji, na których łącznie zdobył 11 medali, w tym 7 złotych (trzy drużynowo – 1983, 1987, 1991 oraz cztery za wyniki indywidualne). Był również uczestnikiem drużynowych mistrzostw świata (Lucerna 1989) oraz młodzieżowych drużynowych mistrzostw świata do 26 lat (Chicago 1983).
Dwukrotnie (1995, 2000) zdobył tytuły indywidualnego mistrza Chin. Inne indywidualne sukcesy: II m. w Shenzhen (1992, za Linem Weiguo, przed m.in. Eugenio Torre, Xu Junem, Andrasem Adorjanem i Symbatem Lyputianem), II m. w Pekinie (1996, turniej Tan Chin Nam Cup, za Zhang Zhongiem, przed m.in. Eduardem Gufeldem, Igorem Stohlem i Anthony Milesem) oraz dz. IV m. Pekinie (1997, turniej Lee Cup, za Siergiejem Tiwiakowem, Borysem Altermanem i Jewgienijem Pigusowem, wspólnie z Suatem Atalikiem, Loekiem van Welym i Jurijem Jakowiczem)
Najwyższy ranking w karierze osiągnął 1 stycznia 2000, z wynikiem 2536 punktów zajmował wówczas 9. miejsce wśród chińskich szachistów.